# Hyperechia bifasciata
Hyperechia bifasciata är en tvåvingeart som beskrevs av Grunberg 1907. Hyperechia bifasciata ingår i släktet Hyperechia och familjen rovflugor. Inga underarter finns listade i Catalogue of Life.